# Johannes Granlund
Johannes Granlund, född 3 maj 1841 i Järstorps socken, Jönköpings län, död 23 juli 1914 i Stockholm, var en svensk översättare och litteratör.
Granlund avlade studentexamen 1869 och var från 1884 och till sin död flitigt verksam som översättare. Totalt blev det under 30 år väl över 100 böcker översatta från tyska, franska, italienska, engelska, nederländska, ryska och polska. Efterhand kom han alltmer att fokusera på pojkböcker, i synnerhet indianböcker, bland annat av den produktive Gustave Aimard. Andra författare som han översatte var Bret Harte, Camille Flammarion, Arthur Conan Doyle och Frederick Marryat.
Granlund var också verksam som litteratör och skrev bland annat Två köpmanshus: verklighetsskildring från en svensk landsortsstad (Askerberg, 1909) under pseudonymen Farbror Jonas. 
Han var son till torparen och tunnbindaren Andreas Granlund och Märta Johnsson.

## Översättningar (urval)
- Henri Boland: Det förestående kriget mellan Frankrike och Tyskland (Lamm, 1884)
- Victor Tissot: Polis-interiörer från Preussen (Lamm, 1885)
- Moritz Gottlieb Saphir: Raketer och svärmare: valda humoresker (Lamm, 1887)
- Rudolf Falb: Stjernor och menniskor: blickar i verldsrymden (Beijer, 1887) Fulltext
- Gustav Freytag: Debet och kredit (Adolf Johnson, 1888)
- Paul Lindau: Från Orienten : Ögonblicksfotografier (Aus dem Orient) (Beijer, 1889)
- Hobart Pasha (eg. Augustus Charles Hobart-Hampden): Amiral Hobart Paschas lif och bedrifter berättade av honom sjelf (Adolf Johnson, 1889)
- Bismarck i nattrock: förtroliga meddelanden och interiörer ur en stor mans hvardagslif (Beijer, 1889)
- Jules Verne: Jorden rundt på 80 dagar (bearb. för ungdom af Hoffman efter Jules Verne) (Adolf Johnson, 1890)
- Fortuné du Boisgobey: Strump-Marie (Beijer, 1890)
- Camille Flammarion: Urania: en själs resa i oändligheten (Beijer, 1890) Fulltext
- Sabine Baring-Gould: Grette den fredlöse: berättelse från Island (Grettir the outlaw, a story of Iceland) (Lamm, 1890)
- Henry Rider Haggard: Öfverste Quaritch (Axel Granlund, 1891)
- Israel Zangwill: Tiggarkungen (Adolf Johnson, 1894)
- Maurus Jókai (Mór Jókai): Magneta (Magnéta) (Adolf Johnson, 1898)
- Henryk Sienkiewicz: Förgäfves (Na marne) (Nilsson & Bergling, 1901)
- Balduin Möllhausen: Den förvildade eller Ett äfventyr vid Nebraskafloden: berättelse från de nordamerikanska prärierna (Adolf Johnson, 1901)
- Salvatore Farina: Förbjuden frukt: en kärlekssaga (Adolf Johnson, 1901)
- Edward Noyes Westcott: David Harum: en amerikansk humorist (Adolf Johnson, 1903)
- Gilbert Parker: På maktens höjder (Fahlcrantz, 1903)
- Hofnarren Ulspegels lustiga upptåg och skälmstycken (Adolf Johnson, 1905)
- Mark Twain: Tom Sawyers äfventyr inom och utom skolan (The adventures of Tom Sawyer) (Adolf Johnson, 1906)
- Abel Hermant: Dynastien Dollar i Europa: gallisk humor med fransk esprit (Adolf Johnson, 1906)
- Wilhelm Frey: Äventyr bland Chippewaindianerna: sann berättelse (Adolf Johnson, 1906)
- Robert Keil: Guldgrävarens brud : berättelse ur Karlifoniens guldgrävarliv (Adolf Johnson, 1907)
- Franz Pistorius: Hjälten från Khartum (1907)
- Rudyard Kipling: I Indiens urskog (bearbetning för ungdom av Alexander Redlich) (Adolf Johnson, 1907)
- Max Kümmel: Den bortspelade indianflickan eller ett spel om livet: berättelse från Brasiliens urskogar (Adolf Johnson, 1907)
- Charles Dickens: Oliver Twists lefnadsöden (Oliver Twist) (Adolf Johnson, 1908)
- Jan Frederik Oltmans: Sjöjungfruns slott och andra berättelser: episoder ur Nederländernas historia (Adolf Johnson, 1908)
- Thomas Mayne Reid: De unga flodfararna: berättelse från de nordamerikanska vildmarkerna (Adolf Johnson, 1910)
- Fjodor Dostojevskij: Den mystiska värdinnan och andra berättelser (Adolf Johnson, 1913)